# Montaigut-le-Blanc, Puy-de-Dôme
Montaigut-le-Blanc är en kommun i departementet Puy-de-Dôme i regionen Auvergne-Rhône-Alpes i centrala Frankrike. Kommunen ligger i kantonen Champeix som tillhör arrondissementet Issoire. År 2022 hade Montaigut-le-Blanc 923 invånare.

## Befolkningsutveckling
Antalet invånare i kommunen Montaigut-le-Blanc
| Referens: INSEE |